# Arlington Classic
L'Arlington Classic Stakes est une course hippique américaine de plat réservée aux Pur-sang de 3 ans à la fin du mois de juin à l'hippodrome d'Arlington Park, près de Chicago. Elle se court sur la distance de 1 710 m (8,5 furlongs).

## Histoire
La première édition a lieu en 1929. Selon le Time du 25 juillet 1932, il s'agit de la course la plus dotée pour les chevaux de 3 ans.
Le 28 novembre 2007, l'American Graded Stakes Committee lui enlève le statut de grade III puis la lui redonne.
L'Arlington Classic fait partie du "Mid-America Triple" à Arlington Park qui comprend aussi l'American Derby en juillet et le Secretariat Stakes en août. Le dernier cheval vainqueur du triplé est Honor Glide en 1997.
Un bouleversement important a lieu en 1946 quand Assault, qui vient de remporter la Triple couronne, finit dernier.
Entre 1943 et 1945, l'Arlington Classic se déroule à l'hippodrome de Washington Park, à Chicago.
En 1971, 1972 et 1973 et en 1977, elle a pour nom Grand Prix Stakes.
La course n'a pas lieu en 1974, 1975, 1976, 1988, 1998, 1999 et en 2015.

## Records
Temps (sur une distance de 8.5 furlongs)
- 1 min 41 s 87 - Silver Max (2012)

Vainqueur avec le plus grand écart
- 13 longueurs - Alydar (1978)

Plus grand nombre de victoires pour un propriétaire
- 4 - Belair Stud
- 3 - Calumet Farm

Plus grand nombre de victoires pour un jockey
- 6 - Pat Day
- 4 - Braulio Baeza, Rene Douglas

Plus grand nombre de victoires pour un entraîneur
- 4 - Sunny Jim Fitzsimmons
- 3 - Ben A. Jones, William I. Mott, Max Hirsch

## Palmarès
| Année | Vainqueur         | Jockey             | Entraîneur             | Propriétaire                      | Temps         |
| ----- | ----------------- | ------------------ | ---------------------- | --------------------------------- | ------------- |
| 2016  | Surgical Strike   | James Graham       | Ben Colebrook          | Seltzer/Anderson                  | 1 min 47 s 51 |
| 2014  | Istanford (filly) | James Graham       | Michael Stidham        | Thrash/Alley                      | 1 min 43 s 60 |
| 2013  | General Election  | Joseph Rocco, Jr.  | Kellyn Gorder          | WinStar Farm                      | 1 min 45 s 48 |
| 2012  | Silver Max        | Shaun Bridgmohan   | Dale Romans            | Bacon/Wells                       | 1 min 41 s 87 |
| 2011  | Willcox Inn       | Robby Albarado     | Michael Stidham        | All In Stable                     | 1 min 49 s 51 |
| 2010  | Workin for Hops   | Robby Albarado     | Michael Stidham        | Estrorace LLC                     | 1 min 45 s 43 |
| 2009  | Giant Oak         | Eusebio Razo, Jr.  | Chris M. Block         | Virginia H. Tarra Trust           | 1 min 43 s 59 |
| 2008  | Meal Penalty      | Jose Velez, Jr.    | Todd Pletcher          | Sassafras Racing/Gulf Coast Farms | 1 min 41 s 97 |
| 2007  | Pleasant Strike   | Rene Douglas       | Todd A. Pletcher       | Edward P. Evans                   | 1 min 42 s 05 |
| 2006  | Kingship          | Robby Albarado     | Ronny Werner           | Oxbow Racing                      | 1 min 43 s 57 |
| 2005  | Purim             | Mark Guidry        | Thomas F. Proctor      | Edward J. Sukley                  | 1 min 42 s 65 |
| 2004  | Toasted           | Rene Douglas       | Laura de Seroux        | Sidney L. Port                    | 1 min 50 s 91 |
| 2003  | Lismore Knight    | Rene Douglas       | Todd A. Pletcher       | J. J. Pletcher & B. Simon         | 1 min 42 s 73 |
| 2002  | Mr. Mellon        | Rene Douglas       | W. Elliott Walden      | WinStar Farm/T. Van Meter II      | 1 min 41 s 95 |
| 2001  | Baptize           | Mark Guidry        | William I. Mott        | G. & M. West                      | 1 min 48 s 80 |
| 2000  | King Cugat        | Robby Albarado     | William I. Mott        | Centennial Farms                  | 1 min 48 s 16 |
| 1997  | Honor Glide       | Garrett Gomez      | Jim Day                | Robert Schaedle III               | 1 min 47 s 59 |
| 1996  | Trail City        | Pat Day            | William I. Mott        | W. I. Mott & R. Verchota          | 1 min 48 s 61 |
| 1995  | Hawk Attack       | Pat Day            | W. Elliott Walden      | Cavalier Stable                   | 1 min 48 s 04 |
| 1994  | Eagle Eyed        | Corey Nakatani     | Robert J. Frankel      | Juddmonte Farms                   | 1 min 48 s 46 |
| 1993  | Boundlessly       | Pat Day            | Jere R. Smith, Jr.     | Panic Stable                      | 1 min 49 s 89 |
| 1992  | Saint Ballado     | Julie Krone        | Clint Goodrich         | Lothenbach/Herold/Goodrich        | 1 min 46 s 82 |
| 1991  | Whadjathink       | Jorge Velasquez    | Michael Whittingham    | Richard L. Duchossois             | 1 min 49 s 18 |
| 1990  | Sound Of Cannons  | Pat Day            | George R. Arnold II    | B. Wilkinson/L.G. Robey           | 1 min 47 s 60 |
| 1989  | Clever Trevor     | Don Pettinger      | Donnie K. Von Hemel    | D. C. McNeil                      | 1 min 49 s 40 |
| 1987  | Lost Code         | Gene St. Leon      | L. William Donovan     | Wendover Stable                   | 1 min 49 s 60 |
| 1986  | Sumptious         | Randy Romero       | Phil Hauswald          | John A. Bell III                  | 1 min 49 s 40 |
| 1985  | Smile             | Jacinto Vasquez    | Frank Gomez            | Frances A. Genter                 | 1 min 51 s 20 |
| 1984  | At The Threshold  | Pat Day            | Lynn S. Whiting        | W. Cal Partee                     | 1 min 50 s 20 |
| 1983  | Play Fellow       | Pat Day            | Harvey L. Vanier       | Vanier, Lauer, Victor             | 1 min 49 s 00 |
| 1982  | Wolfie's Rascal   | Angel Cordero, Jr. | Howard Tesher          | Sidney L. Port et al.             | 1 min 49 s 00 |
| 1981  | Fairway Phantom   | John L. Lively     | Carl Nafzger           | William H. Floyd                  | 1 min 53 s 40 |
| 1980  | Spruce Needles    | Mike Morgan        | Smiley Adams           | Golden Chance Farm                | 1 min 49 s 20 |
| 1979  | Steady Growth     | Brian Swatuk       | John J. Tammaro, Jr.   | Kinghaven Farm                    | 2 min 00 s 60 |
| 1978  | Alydar            | Jeffrey Fell       | John M. Veitch         | Calumet Farm                      | 2 min 00 s 40 |
| 1977  | Private Thoughts  | Ramon Perez        | Greg Sanders           | Sandera Farm                      | 1 min 59 s 40 |
| 1973  | Linda's Chief     | Braulio Baeza      | Al Scotti              | Neil Hellman                      | 1 min 44 s 60 |
| 1972  | King's Bishop     | Eddie Maple        | Thomas J. Kelly        | Craig F. Cullinan, Jr.            | 1 min 35 s 00 |
| 1971  | Son Ange          | Chuck Baltazar     | Reggie Cornell         | Calumet Farm                      | 1 min 36 s 00 |
| 1970  | Corn Off The Cob  | Eddie Belmonte     | Arnold N. Winick       | Fence Post Farm                   | 1 min 35 s 40 |
| 1969  | Ack Ack           | Braulio Baeza      | Frank A. Bonsal        | Cain Hoy Stable                   | 1 min 34 s 40 |
| 1968  | Exclusive Native  | Ismael Valenzuela  | Ivan H. Parke          | Harbor View Farm                  | 1 min 36 s 00 |
| 1967  | Dr. Fager         | Braulio Baeza      | John A. Nerud          | Tartan Stable                     | 1 min 36 s 00 |
| 1966  | Buckpasser        | Braulio Baeza      | Edward A. Neloy        | Ogden Phipps                      | 1 min 32 s 60 |
| 1965  | Tom Rolfe         | Bill Shoemaker     | Frank Y. Whiteley, Jr. | Powhatan Stables                  | 1 min 34 s 80 |
| 1964  | Tosmah            | Sam Boulmetis, Sr. | Joseph Mergler         | Anthony Imbesi                    | 1 min 36 s 20 |
| 1963  | Candy Spots       | Bill Shoemaker     | Mesh Tenney            | Rex C. Ellsworth                  | 1 min 35 s 80 |
| 1962  | Ridan             | Avelino Gomez      | LeRoy Jolley           | J. G. W. Stable                   | 1 min 38 s 00 |
| 1961  | Globemaster       | John L. Rotz       | Thomas J. Kelly        | Leonard P. Sasso                  | 1 min 35 s 40 |
| 1960  | T. V. Lark        | Johnny Sellers     | Paul K. Parker         | C. R. Mac Stable                  | 1 min 36 s 20 |
| 1959  | Dunce             | Lois C. Cook       | Moody Jolley           | Claiborne Farm                    | 1 min 35 s 00 |
| 1958  | A Dragon Killer   | John Combest       | N. Haymaker            | Mrs. S. Sadacca                   | 1 min 36 s 40 |
| 1957  | Clem              | Conn McCreary      | William W. Stephens    | Adele L. Rand                     | 1 min 36 s 60 |
| 1956  | Swoon's Son       | David Erb          | Lex Wilson             | E. G. Drake                       | 1 min 36 s 80 |
| 1955  | Nashua            | Eddie Arcaro       | James E. Fitzsimmons   | Belair Stud                       | 1 min 35 s 20 |
| 1954  | Errard King       | Sam Boulmetis, Sr. | Thomas J. Barry        | Joseph Gavegnano                  | 1 min 35 s 00 |
| 1953  | Native Dancer     | Eric Guerin        | William C. Winfrey     | Alfred G. Vanderbilt II           | 1 min 38 s 00 |
| 1952  | Mark-Ye-Well      | Eddie Arcaro       | Ben A. Jones           | Calumet Farm                      | 1 min 39 s 20 |
| 1951  | Hall Of Fame      | Ted Atkinson       | John M. Gaver, Sr.     | Greentree Stable                  | 2 min 03 s 20 |
| 1950  | Greek Song        | Ovie Scurlock      | Virgil W. Raines       | Brandywine Stable                 | 2 min 01 s 80 |
| 1949  | Ponder            | Steve Brooks       | Horace A. Jones        | Calumet Farm                      | 2 min 03 s 20 |
| 1948  | Papa Redbird      | Robert L. Baird    | J. M. Goode            | J. A. Goodwin                     | 2 min 03 s 00 |
| 1947  | But Why Not       | Warren Mehrtens    | Max Hirsch             | King Ranch                        | 2 min 01 s 80 |
| 1946  | The Dude          | Melvin Duhon       | Al Gaal                | Mrs. Al Gaal                      | 2 min 02 s 60 |
| 1945  | Pot O'Luck        | Douglas Dodson     | Ben A. Jones           | Calumet Farm                      | 2 min 05 s 80 |
| 1944  | Twilight Tear     | Leon Haas          | Ben A. Jones           | Calumet Farm                      | 2 min 03 s 60 |
| 1943  | Slide Rule        | Ferrill Zufelt     | Cecil Wilhelm          | William E. Boeing                 | 2 min 04 s 60 |
| 1942  | Shut Out          | Eddie Arcaro       | John M. Gaver, Sr.     | Greentree Stable                  | 2 min 01 s 40 |
| 1941  | Attention         | Carroll Bierman    | Max Hirsch             | Mrs. Parker Corning               | 2 min 02 s 80 |
| 1940  | Sirocco           | George Woolf       | James W. Smith         | Dixiana Farm                      | 2 min 03 s 00 |
| 1939  | Challedon         | Harry Richards     | Louis J. Schaefer      | William L. Brann                  | 2 min 02 s 00 |
| 1938  | Nedayr            | Wayne D. Wright    | William A. Crawford    | Willis Sharpe Kilmer              | 2 min 06 s 20 |
| 1937  | Flying Scot       | John Gilbert       | James W. Healy         | John Hay Whitney                  | 2 min 05 s 80 |
| 1936  | Granville         | James Stout        | James E. Fitzsimmons   | Belair Stud                       | 2 min 03 s 20 |
| 1935  | Omaha             | Wayne D. Wright    | James E. Fitzsimmons   | Belair Stud                       | 2 min 01 s 40 |
| 1934  | Cavalcade         | Mack Garner        | Robert A. Smith        | Brookmeade Stable                 | 2 min 02 s 80 |
| 1933  | Inlander          | Robert Jones       | Robert A. Smith        | Brookmeade Stable                 | 2 min 02 s 00 |
| 1932  | Gusto             | Silvio Coucci      | Max Hirsch             | Morton L. Schwartz                | 2 min 03 s 60 |
| 1931  | Mate              | Alfred Robertson   | James W. Healy         | Albert C. Bostwick, Jr.           | 2 min 02 s 40 |
| 1930  | Gallant Fox       | Earl Sande         | James E. Fitzsimmons   | Belair Stud                       | 2 min 03 s 80 |
| 1929  | Blue Larkspur     | Mack Garner        | Herbert J. Thompson    | Edward R. Bradley                 | 2 min 14 s 40 |

## Source, notes et références
1. ↑  « jcgi.pathfinder.com/time/magaz… »(Archive.org • Wikiwix • Archive.is • Google • Que faire ?).

- (en) Cet article est partiellement ou en totalité issu de l’article de Wikipédia en anglais intitulé « Arlington Classic » (voir la liste des auteurs).